# Rouvres-en-Woëvre
Rouvres-en-Woëvre ist eine französische Gemeinde mit 589 Einwohnern (Stand: 1. Januar 2022) im Département Meuse in der Region Grand Est (bis 2015 Lothringen). Sie gehört zum Arrondissement Verdun und zum Kanton Bouligny. 

## Geografie
Rouvres-en-Woëvre liegt etwa 50 Kilometer westnordwestlich von Metz und etwa 35 Kilometer ostnordöstlich von Verdun in der Landschaft Woëvre. Umgeben wird Rouvres-en-Woëvre von den Nachbargemeinden Éton im Norden, Dommary-Baroncourt im Norden und Nordosten, Affléville im Nordosten, Gondrecourt-Aix im Nordosten und Osten, Béchamps im Osten und Südosten, Lanhères im Südosten und Süden, Boinville-en-Woëvre im Süden, Warcq im Südwesten sowie Étain im Westen.
Im Gemeindegebiet liegt der Militärflugplatz Étain-Rouvres. Seit 1977 ist dort das 3. Kampfhubschrauber-Regiment stationiert.

## Bevölkerungsentwicklung
| Jahr                       | 1962 | 1968 | 1975 | 1982 | 1990 | 1999 | 2006 | 2019 |
| Einwohner                  | 318  | 332  | 347  | 301  | 318  | 412  | 578  | 592  |
| Quellen: Cassini und INSEE |      |      |      |      |      |      |      |      |

## Sehenswürdigkeiten
- Kirche Saint-Julien, von 1924 bis 1932 wieder errichtet

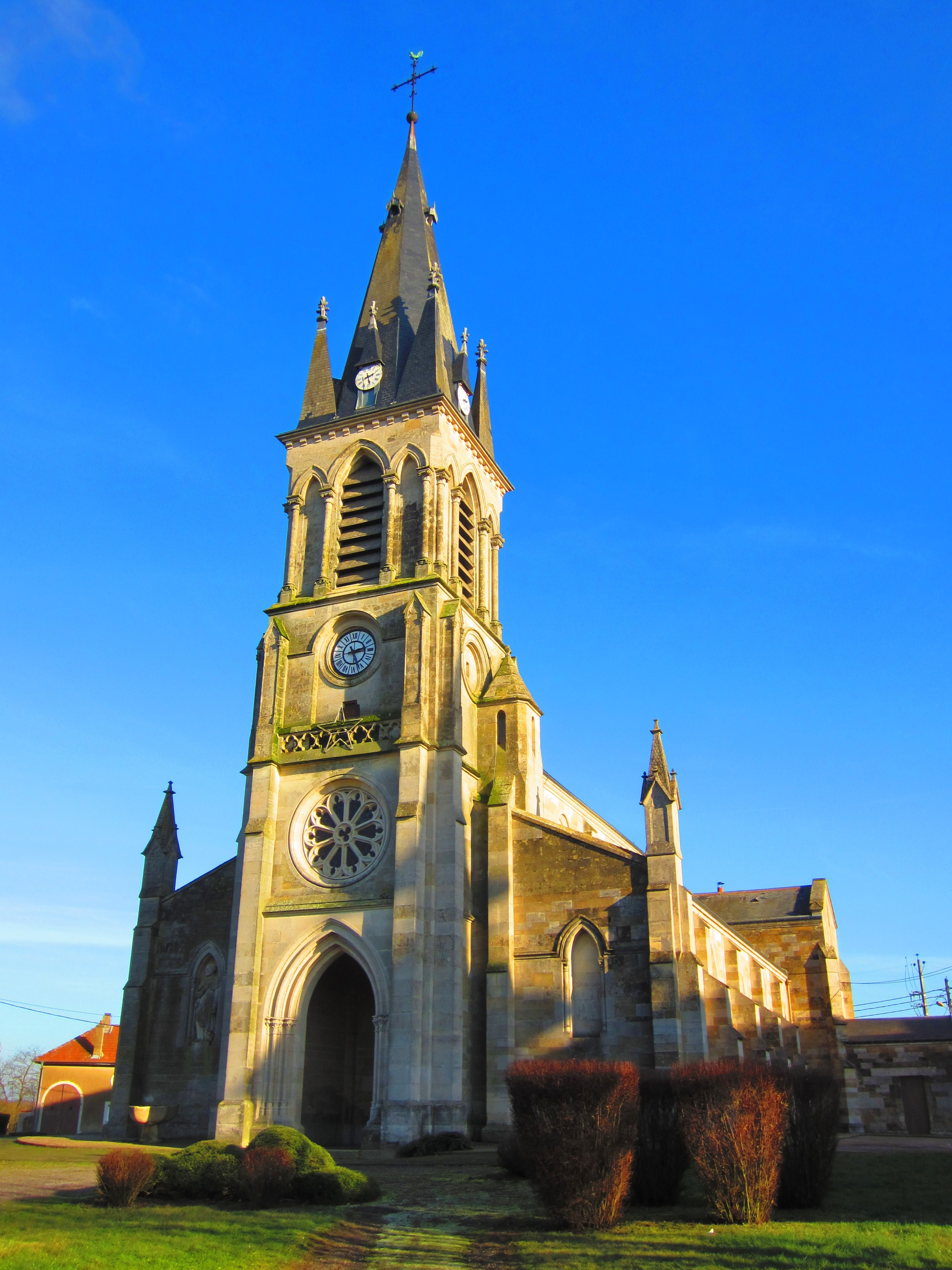
Kirche Saint-Julien

## Persönlichkeiten
- Adolphe Lalyre (1848–1933), Maler